# Labdarúgókapus

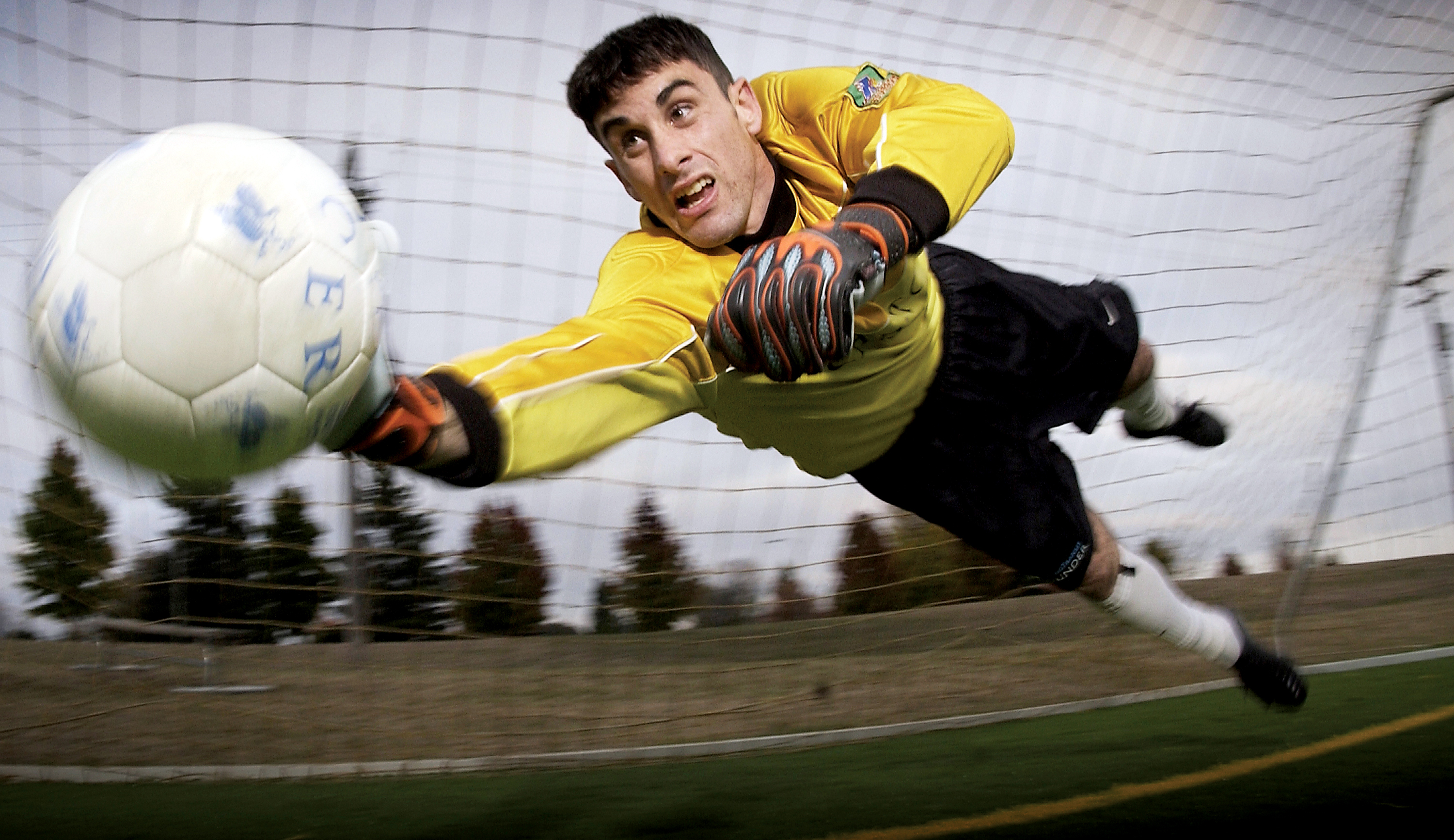
A kapus kivédi a kapura rúgott labdát

A kapus játékos a labdarúgásban, aki – a mezőnyjátékosokkal ellentétben – mindegyik testrészét használhatja a labda megérintéséhez a saját 16-osán belül.

## A poszt története
A legtöbb csapatsporthoz hasonlóan a labdarúgásban is van kapus. A játék középkori gyökerei még nem említenek kapusokat, mivel rontásűző hagyomány volt a labdát rúgni. Tavasszal minden megrontó veszedelmet egy bőrzsákba gyömöszöltek, amelyet kirugdosták a falu vagy vár kapuján. Később városok csaptak össze, és a cél a másik város kapujának bevétele volt. Ezt a játékot betiltották Angliában és Franciaországban a 14. században, mivel a tömegben sokan megsérültek és gyakran tömegverekedésbe torkollott az egész napos rugdosódás. 
Nagyjából ekkor jelent meg az első firenzei calcio. Ez a játék már hasonlított a labdarúgásra: 27-27 fős csapatok játszottak egy körülhatárolt területen, és az ellenfél várát szimbolizáló sátrat kellett bevenniük a labdával. 15 csatár volt, 5 fedezett, 7 védő, akik közül az egyik kapus. Itt már megjelent a privilégiuma, miszerint csak ő foghatta meg a labdát. 
A mai labdarúgás alapjai 1820-ban alakultak ki, és 1857-ben megalapították az első amatőr futballklubot, az FC Sheffieldet. A taktikai felállás gyakorta 9 támadó, egy hátvéd és egy kapus volt. A 19. század végére lefektették a ma is ismeretes szabályokat. A század elején a vetődés nem volt a kapus eszköztárának része. Azzal a kifogással éltek: „csak a részeg ember fekszik le a földre”. 1906-ban Domonkos László mégis megtette és hírnevet is bravúrjaival ért el.
A kapus eleinte ugyanolyan mezben játszott, mint társai, de ez zavarta a bírót, mivel a kapus kijövetelekkor előnyt élvezhetett az ötösön belül, illetve csak ő érhetett a labdába a 16-oson belül kézzel. Ezért később mindig másféle színű mezt választott a kapus, de sosem megegyezőt az ellenfél mezével. Grosics Gyula az Aranycsapat hálóőre volt az első feketében védő kapus. Később nem volt ritka az egészen tarka mez, hogy minél jobban megkülönböztessék a kapust a mezőnyjátékostól.

## Feladata
A kapus a gólvonal előtt áll, az a feladata, hogy megakadályozza, hogy a labda a gólvonal mögé jusson. Ehhez használhatja minden testrészét. A kapus kézből is kirúghatja a labdát, ha az nem hagyta el előtte a játékteret, ha igen, akkor a földről végezheti el. A kapus kézzel is kidobhatja a labdát.

## A kapus jogai
A kapus egy adott területen, a 16-oson belül foghatja meg a labdát kézzel, a játékszer birtokba vétele után már nem lehet őt támadni. A kapus közvetlen kirúgásból gólt érhet el, de ha a labda közvetlenül, lepattanás nélkül kerül az ellenfél hálójába, a gól érvénytelen.

## A kapusok mezszámai
Mint ahogy a 9-es mez általában a középcsatároké volt, a kapusoké az 1-es mez. Ez azt akarja szimbolizálni, hogy a csapat összeállítása vele kezdődik.
Másik kapus szám még a 12-es, mely az 1-eshez hasonlóan szintén az elsőségre utal, csak éppen ez a cserekapusok mezszámának alakult ki, ugyanis a 11 kezdő után, ő az 1. a kispadon, a 12.
Elterjedt kapusszám még a 22-es is, mely a válogatott kereteknek köszönhető, ahol is 22 fős keretet jelöltek ki, és a 3. számú kapus kapta meg, mutatván, hogy az ő szerepeltetésére van a legkevesebb esély.
Az utóbbi idők világ- és Európa-bajnokságai a 23-as mezt is "kapusszámmá" tették, mivel ezekre a tornákra már 23 játékost nevezhetnek, s így a 22-eshez hasonló elven a legtöbb 3. számú kapus ezt a mezt kapja.
Természetesen akié az 1-es mez, az attól még nem kezdő a csapatában. A válogatottaknál ez inkább igaz, ott ugyanis általában a mérkőzés előtt a kezdőcsapat tagjai kapják az 1-11-ig tartó számokat, kivéve a világeseményeket, ahol fix mezszámok vannak. A klubcsapatok kapusai azonban különféle mezekben védenek, mint például az egykori portugál kapus Vítor Baía, aki 99-esben védett.